# Odontanthias wassi
Odontanthias wassi là một loài cá biển thuộc chi Odontanthias trong họ Cá mú. Loài này được mô tả lần đầu tiên vào năm 2006.

## Từ nguyên
Từ định danh wassi được đặt theo tên của Richard C. Wass (s. 1942), nhân viên kiểm ngư Cục Cá và Động vật hoang dã Hoa Kỳ, người đã thu thập mẫu định danh của loài cá này và tặng lại cho Bảo tàng Bishop (Honolulu).

## Phân bố
O. wassi mới chỉ được biết đến ở ngoài khơi cụm đảo Ofu-Olosega (Samoa thuộc Mỹ), được thu thập ở độ sâu khoảng 100 m. Theo trang Fishes of Australia thì loài này đã được phát hiện tại đảo san hô Holmes ở trên biển San Hô (Úc).

## Mô tả
Chiều dài chuẩn (SL: standard length) lớn nhất được ghi nhận ở O. wassi là 12,3 cm. Cá có phần thân trước phía trên gốc vây ngực là màu vàng, bụng và thân sau chủ yếu là màu hồng. Đầu có các vệt sọc vàng và hồng. Vây lưng màu vàng với dải viền rìa màu hồng tím. Vây đuôi xẻ thuỳ, hơi bo tròn ở đầu, có màu hồng tím với một dải vàng dọc theo mỗi thùy. Vây bụng và vây hậu môn màu vàng, có viền tím. Mắt vàng tươi, có viền tím ở trên và dưới.
Số gai ở vây lưng: 10; Số tia vây ở vây lưng: 16 (tia thứ hai vươn dài nhất); Số gai ở vây hậu môn: 3; Số tia vây ở vây hậu môn: 7; Số tia vây ở vây ngực: 17; Số vảy đường bên: 42.